# Mapa temàtic

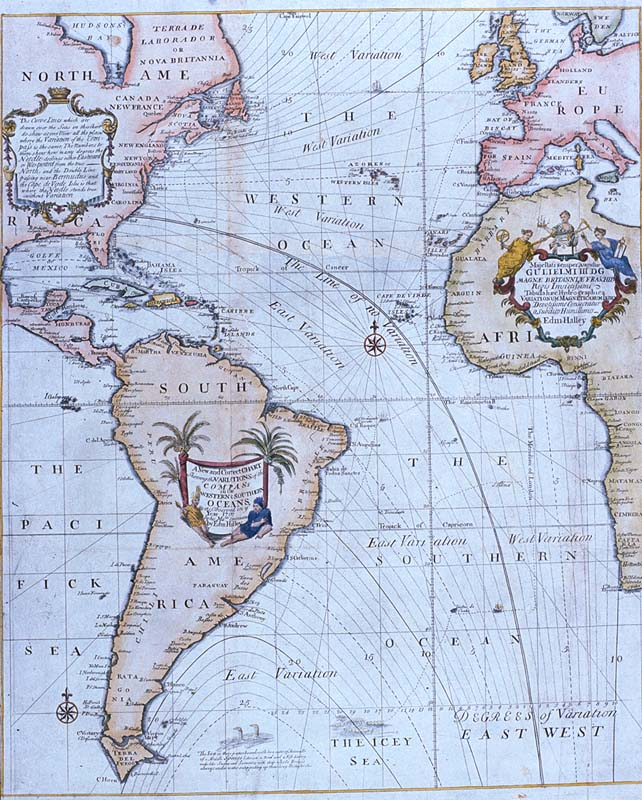
New and Correct Chart Shewing the Variations of the Compass (d'Edmond Halley, 1701), el primer mapa que representaba isolínies de declinació magnètica.

Un mapa temàtic és un mapa basat que transmet o destaca alguna idea, pauta de distribució o teoria sobre el territori representat mitjançant nombrosos i variats recursos de tècniques d'expressió cartogràfiques. Representa diferents característiques de distribució, relació, densitat o regionalització d'objectes reals com vegetació, sòls, geologia, etc.), o de concepte abstracte (indicadors de violència, de desenvolupament econòmic, de qualitat de vida, etc.). Els recursos visuals que utilitza poden ser diversos, com per exemple, superfícies de diferents colors o trames (coroplètiques), fletxes, etc.